# روبرت خان
بوب خان (بالإنجليزية: Bob Kahn) (ولد في 13 ديسمبر1938) عالم حاسوب أمريكي، اشتهر في مجال علم الحاسوب بمساهماته في حزمة بروتوكولات الإنترنت، فاز بجائزة تورنغ في عام 2004. وهو عضو في الأكاديمية الوطنية للعلوم، والأكاديمية الوطنية للهندسة، والأكاديمية الأمريكية للفنون والعلوم، ورابطة مكائن الحوسبة.

## التعليم
تعلم في جامعة برنستون، وتحصل منها على دكتوراه، وجامعة برنستون، وتحصل منها على ماجستير، وكلية مدينة نيويورك، في تخصص هندسة كهربائية، وتحصل منها على بكالوريوس

## مناصب وهيئات
أدار معهد ماساتشوستس للتكنولوجيا.

## جوائز
حصل على جوائز منها:
- جائزة الملكة اليزابيث للهندسة (2013)
- جائزة ويبي لايف تايم ‏ (2006)
- وسام الحرية الرئاسي (2005)
- جائزة تورنغ (2004)
- جائزة أميرة أستورياس للبحث التقني والعلمي  [لغات أخرى]‏ (2002)
- جائزة تشارلز ستارك درابر (2001)
- ميدالية ألكسندر جراهام بيل من معهد مهندسي الكهرباء والإلكترونيات (1997)
- قلادة العلوم الوطنية الأمريكية في مجال التكنولوجيا والإبتكار (1997)
- جائزة ماركوني (1994)
- جائزة SIGCOMM [الإنجليزية]‏ (1993)
- جائزة الرواد لمؤسسة التخوم الإلكترونية (1992)
- ميدالية ألكسندر جراهام بيل من معهد مهندسي الكهرباء والإلكترونيات (1977)
- جائزة هارولد بندر  [لغات أخرى]‏.

## وصلات خارجية
- Biography of Kahn في جمعية مهندسي الكهرباء والإلكترونيات